# Artists Space
Artists Space er et non-profit kunstgalleri og kunstorganisation, der blev etableret på Wooster Street 155 i TriBeCa, New York City. Artists Space blev grundlagt i 1972 af Irving Sandler og Trudie Grace og er/blev støttet økonimisk af New York State Council on the Arts (NYSCA). Artists Space gav en alternativ supportstruktur for unge, nye kunstnere, adskilt fra museer og det kommercielle gallerisystem. Organisationen og udstillingsplatformen har historisk set været involveret i kritiske dialoger omkring institutionskritik af museer og gallerier, racisme, AIDS-krisen, og Occupy Wall Street-bevægelsen. 
Artists Space har skabt en platform for mange bemærkelsesværdige kunstnere, herunder Laurie Anderson, John Baldessari, Judith Barry, Ericka Beckman, Ashley Bickerton, Barbara Bloom, Andrea Fraser, Felix Gonzalez-Torres, Lyle Ashton Harris, Peter Halley, Jenny Holzer, Joan Jonas, Mike Kelley, Jeff Koons, Barbara Kruger, Sherrie Levine, Louise Lawler, Robert Longo, Group Material, Anthony McCall, Ericka Beckman, John Miller, Adrian Piper, Lari Pittman, Tim Rollins, Cindy Sherman, Jack Smith, Michael Smith, Haim Steinbach, Stuart Sherman, Laurie Simmons og Fred Wilson.

## Historie
I løbet af det første år blev 21 fremtrædende kunstnere valgt til at fremstille en en-personers udstilling og valgte tre uafhængige kunstnere til at vise værker samtidig. Kunstnere som Romare Bearden, Vito Acconci, Dan Flavin, Nancy Graves, Sol LeWitt, Philip Pearlstein, Dorothea Rockburne, Lucas Samaras og Jack Youngerman var blandt dem, der blev udvalgt til at udstille og udvælge kunstnere. Systemet en stor eksponering for opkommende kunstnere.
Flere support- og understøttelsestjenester blev også etableret tidligt, inklusive the Visiting Artists Lecture Series, Emergency Materials Fund og the Independent Exhibitions Program. Disse programmer var designet til at yde synlighed og økonomisk bistand til kunstnere samt muligheder for at udstille uden for Artists Space. Emergency Materials Fund ydede tilskud til kunstnere til at præsentere deres arbejde på et etableret non-profit sted, mens Independent Exhibitions Program støttede behovene hos ikke-tilknyttede kunstnere, der producerede og præsenterede deres arbejde uden institutionel sponsorering.Gould, Claudia; Smith, Valerie (1998). 5000 Artists Return to Artists Space: 25 Years. Distributed Art Publishers. s. 322.</ref>
I 1974 blev The Unaffiliated Artists File oprettet, senere afkortet til "Artists File" i 1983. Filen var oprindeligt udelukkende sammensat af ikke-tilknyttede, New York-baserede kunstnere, og blev derefter udvidet til at omfatte kunstnere over hele USA, og til sidst at inkludere 3000 kunstnere internationalt. Kunstnerfilen var både en gratis database åben for offentligheden såvel som en service til at repræsentere en lang række uafhængige kunstnere. Artists Space organiserede regelmæssigt gruppeudstillinger med titlen Selections, der indeholdt registrerede kunstnere fra "Artists File". Kunstnerfilen var et af de største kunstnerregistre i verden med mere end 10.000 brugere. Den blev digitaliseret i 1986.

### Bemærkelsesværdige udstillinger og programmer

#### 1972-1979
I 1974 organiserede Edit DeAk PersonA, en foto- og video-performance-serie med fokus på selvbiografi og institutionel kritik af kunstverdenen . Laurie Anderson, Eleanor Anton, Jennifer Bartlett, Dennis Oppenheim, Adrian Piper, Alan Sondheim og Kathy Acker, Peter Hutchinson, Jack Smith, Scott Burton, Roger Welch og Nancy Kitchell udstillede værker. Serien fandt sted over fire på hinanden følgende aftener.

I 1977 kuraterede Douglas Crimp Pictures, en udstilling med værker af Troy Brauntuch, Jack Goldstein, Sherrie Levine, Robert Longo og Philip Smith. Showet indeholdt multimedieværker, herunder fotografering, film, performance samt maleri, tegning og skulptur. Efter først at have været udstillet på Artists Space rejste udstillingen til Allen Art Museum, Oberlin, Los Angeles Institute of Contemporary Art og University of Colorado Museum, Boulder. Crimp sagde om showet: 
"In choosing the word pictures for this show, I hoped to convey not only the work's most salient characteristic-recognizable images-but also and importantly the ambiguities it sustains. As is typical of what has come to be called postmodernism, this new work is not confined to any particular medium....Picture, used colloquially, is also nonspecific: a picture book might be a book of drawings or photographs, and in common speech a painting, drawing, or print is often called, simply, a picture. Equally important for my purposes, picture, in its verb form, can refer to a mental process as well as the production of an aesthetic object."
 I 1978 tjente Artists Space som en lokalitet af starten for No Wave-bevægelsen, og var vært for en punk subkultur-influeret noise-serie. Festivalen førte til Brian Eno-produceret indspilning No New York, der dokumenterede James Chance and the Contortions, Teenage Jesus and the Jerks, Mars og DNA.
I 1979 var galleriet vært for en udstilling med sort-hvide fotografier og trækulstegninger af den hvide kunstner Donald Newman med titlen "Nigger Drawings". Linda Goode Bryant fra Just Above Midtown Gallery og hendes kollega Janet Henry mobiliserede en koalition af kunstnere og kritikere, herunder Lucy Lippard, Carl Andre, May Stevens, Edit DeAk, Faith Ringgold og Howardena Pindell, der fungerede som Black Emergency Cultural Coalition og offentliggjorde et åbent brev, der kritiserede udstillingen. De organiserede også to "teach-in" demonstrationer, men kun en blev afholdt med succes, da galleriet låste deres døre En anden koalition af kunstnere og kritikere, herunder Roberta Smith, Laurie Anderson, Rosalind E. Krauss, Craig Owens, Douglas Crimp og Stephen Koch offentliggjorde et åbent brev, der forsvarede udstillingen og valget af dens titel. Direktør Helene Winer argumenterede for, at konteksten af titlen ikke havde en racistisk intention, og at kunsten er "et område, hvor alt kan udforskes, diskuteres, omvurderes." Hun undskyldte og sagde, "Vi var ikke politisk eller socialt følsomme for implikationerne af at bruge denne titel i et offentligt finansieret kunstgalleri. Jeg har det skidt over dem, der legitimt er blevet krænket”. Kunstnere fra Black Emergency Cultural Coalition insisterede på, at Artists Space skulle holdes ansvarlige for showet i "virkeligheden af den social-politisk struktur", mens kunstner John Chandler opfordrede Artists Space til "at blive det alternative rum, det virkelig er ment som" og ikke "spejle den subtile racisme, der findes i hele kunstverdenen."

#### 1980-1989
I 1987 afholdt Artists Space udstillingen We the People , en gruppeinstallation af indianske kunstnere, herunder Pena Bonita, Jimmie Durham, Peter Jemison, Alan Michelson, Jolene Rickard og Kay Walkingstick. Navnet blev valgt med "bevidst ironi", da udstillingen faldt sammen med 50-års jubilæet for USA's forfatning, hvis indledende områder var blevet "approprieret fra Iroquois-føderationen". Udstillingen eksperimenterede med "reflektion af det [hvide] koloniale etnografiske blik" på oprindelige traditioner og tilpasning af nye teknologier som et resultat af europæiske bosættere.
I 1988 var Artists Space vært for Min Joong Art: A New Cultural Movement from Korea, Arkiveret 28. oktober 2020 hos  Wayback Machine en udstilling med tværfagligt arbejde og video af sydkoreanske kunstnere, kurateret af Wan Kyung Sun og Hyuk Um. Det blev arrangeret sådan, at udstillingen faldt sammen med Sommer-OL i Seoul, Sydkora, i 1988. Udstillingens titel oversættes til "folkets kunst" og repræsenterede et "kontrapunkt til det abstrakte og minimale arbejde, der blev udstillet i de omfattende kulturelle udstillinger, der er planlagt til OL."
I 1989 kuraterede Nan Goldin udstillingen Witnesses: Against Our Vanishing på Artists Space og samlede værker fra hendes venner, der blev påvirket af AIDS-epidemien. Om udstillingen sagde Goldin, "I løbet af det sidste år er fire af mine mest elskede venner døde af AIDS. To var kunstnere, som jeg havde valgt til denne udstilling. En af forfatterne til dette katalog er blevet for syg til at skrive. Så udstillingen er blevet mindre teoretisk og mere personlig, fra et show om AIDS som emne et mere kollektivt mindesmærke." Efter en af kunstnerne, David Wojnarowicz, offentliggjorde et essay, hvor han kritiserede højreorienterede politikere for ikke at finansiere HIV-forskning og derved fremmede spredningen af AIDS, trak National Endowment for the Arts deres tilskud på $10.000 til udstillingen. Tilskuddet blev senere delvist genuddelt.

#### 1990-1999
I 1990 arrangerede Cornelia Butler og Micki McGee A Day Without Art, hvor galleriet lukkede sine regelmæssige udstillinger for at præsentere et en-dages videoprogram og -installation, der undersøger kroppen og det kropspolitiske i relation til medicinske, etiske og sociale forhold ved AIDS behandling.
Udstillingen Japan: Outside/Inside/InBetween blev afholdt i 1991, og var et tre-delt videoprogram der udforskerede repræsentationer af Japan.
I 1992 blev A New World Order: Part I: Choice Histories: Framing Abortion, en gruppeinstallation om reproduktive rettigheder i USA, organiseret af REPOhistory.
I 1996 præsenterede Artists Space Mr. Dead & Mrs. Free: A History of Squat Theatre (1969-1991), der samarbejdede med dets stiftende medlemmer Eva Buchmüller og Anna Koós for at fremstille et retrospektiv af dets arbejde.

#### 2000-2009
I juni 2003 var Artists Space vært for en undersøgelse af arkitekt Zaha Hadids arbejde som en del af serien Arkitektur- og Designprojekt-serien. Showet indeholdt både afsluttede og konceptualiserede projekter af Hadid, og faldt sammen med åbningen af arkitektens Price Arts Tower i Bartlesville, Oklahoma.
Fra november til december 2003 organiserede Artists Space Superstudio: Life without Objects i samarbejde med Pratt Manhattan Gallery og Storefront for Art and Architecture. Showet udforskede værker af Superstudio, en italiensk avantgarde-arkitektur og -designgruppe, der var indflydelsesrig på den radikale periode i 60'erne og 70'erne i Italien.

#### 2010-2018
I 2010 var Artists Space vært for Danh Vos første udstilling i USA med titlen Autoerotic Asphyxiation.
I 2011 tilbød Artists Space sine ressourcer til bevægelser som Occupy Wall Street-bevægelsen og arbejdende kunstnere og den større økonomi (WAGE), der holdt en række foredrag og møder med anledning til dialog om kunstens indiskutable forhold til politik. Artists Space dannede et forskningspartnerskab med WAGE, der førte til udviklingen af WAGE's nuværende certificeringsprogram, der krediterer non-profit kunstorganisationer, der forpligter sig til at betale kunstnere løn, der opfylder deres minimumsbetalingsstandarder.
I 2015 præsenterede Artists Space en undersøgelse af Hito Steyerls arbejde fra 2004 og fremefter, vist på tværs af hovedgalleriet og Books&Talks-lokation. Den selvtitulerede udstilling omfattede også foredrag og filmvisninger, og var også vært for forskellige stykker af Steyerls forfatterskab online.
Fra januar til marts 2016 var Artists Space vært for udstillingen 91020000 af Cameron Rowland, hvor Rowland købte forskellige enheder fra et discountproduktionsfirma ved navn Corcraft, Arkiveret 26. oktober 2019 hos  Wayback Machine der bygger sin virksomhed på underbetalt fængselsarbejde. Udstillingstittlen henviste til galleriets kundekontonummer: 91020000. For et andet værk, Disengorgement, købte Rowland 90 aktier af Aetna, der tidligere udstedte slaveforsikring til slaveejere for at etablere "the Reparations Purpose Trust". Fonden siger, at den skal være aktiv indtil“ den effektive dato for enhver officiel handling fra enhver gren af De Forenede Staters regering for at yde økonomisk kompensation for slaveri.”
Fra september til december 2016 udførte Decolonize This Place et ophold på Artists Space, hvor Books&Talks-lokaliteten (55 Walker Street) fungerede som et hovedkvarter og mødested for kunstnere og arrangører i New York City, hvoraf mange var bundet til dekolonial modstand på nationalt og globalt plan.
I 2018, lige før lukningen af sin 55 Walker Street-placering, var Artists Space vært for Jack Smith: Art Crust of Spiritual Oasis Arkiveret 3. juni 2019 hos  Wayback Machine, den første institutionelle retrospektiv af Jack Smiths værker i over 20 år.

### Placeringer
- 155 Wooster Street (1972–1977)
- 105 Hudson Street (1977–1984)
- 223 West Broadway (1984–1993)
- 38 Greene Street (1993–2016)
- 55 Walker Street (2016–2018)
- 80 White Street (2019) [34]

### Tidslinje for direktører
- Trudie Grace (1973–1975)
- Helene Winer (1975–1980)
- Linda Shearer (1980–1985)
- Susan Wyatt (1985–1991)
- Carlos Gutierrez-Solana (1991–1993)
- Claudia Gould (1994–1999)
- Barbara Hunt (2000–2005)
- Benjamin Weil (2005–2008)
- Stefan Kalmár (2009–2016)
- Jay Sanders (2017 – i dag) [5]